# Lernmittelfreiheit
Lernmittelfreiheit oder auch Lehrmittelfreiheit heißt, dass Gegenstände in Bildungseinrichtungen, vor allem Schulbücher, aber auch andere Dinge wie Übungshefte zum Lernen unentgeltlich bereitgestellt werden. Hierzu zählen unter anderem Lehrbücher, Romane, Arbeitshefte oder auch Taschenrechner.

## Deutschland
In Deutschland geht die Lernmittelfreiheit auf Forderungen von 1848 zurück, als man Bildung unabhängig vom Einkommen der Eltern ermöglichen wollte.
Heute (Stand 2022) besteht in fünf Bundesländern weitgehende Lernmittelfreiheit, in sieben Bundesländern eingeschränkte Lernmittelfreiheit und in vier Bundesländern keine Lernmittelfreiheit.
Teilweise ist Lernmittelfreiheit in den Landesverfassungen verankert. Falls keine Lernmittelfreiheit besteht, wird normalerweise, etwa durch Bücherbasare zwischen den verschiedenen Klassenstufen, versucht, eine günstige Möglichkeit zum Erwerb gebrauchter Bücher zu geben. Kinder aus leistungsschwachen Familien sollen unterstützt werden, denn das Erwerben von neuen Lernmitteln kann hohe Kosten verursachen. Die Abschaffung der Lernmittelfreiheit wird oft zur Senkung der Verschuldung diskutiert, andererseits aber kritisiert, da sie vor allem finanziell Schwache trifft und Bildung als eine der wichtigsten Ressourcen Deutschlands angesehen wird. Als Argument gegen die Lernmittelfreiheit wird angeführt, dass gekaufte Gegenstände oft besser behandelt werden und die Schüler so neuere Materialien erhalten.
1984 ging nur noch in West-Berlin und Hamburg ein Teil der Schulbücher in Eigentum über; Baden-Württemberg, Bayern, Bremen und Hessen stellten Schulbücher und zum Teil auch sonstige Lernmittel nur leihweise zur Verfügung, die Eltern mussten in Nordrhein-Westfalen zu 33 Prozent und in Schleswig-Holstein zu 50 Prozent Lernmittelkosten anteilig tragen. In Niedersachsen und im Saarland wurden Lernmittelbeihilfen nur an Eltern, die bestimmte Einkommensgrenzen nicht überschritten, anteilig gezahlt. In Rheinland-Pfalz richtete sich der von den Eltern zu übernehmende Kostenanteil in erster Linie nach der Anzahl der Kinder.
Empfängern von Arbeitslosengeld II sind gemäß zwei Urteilen des Bundessozialgerichts vom 8. Mai 2019 die Kosten für Schulbücher zu erstatten, wenn die Materialien für ihre Kinder nicht von der Schule gestellt werden und sie diese selbst anschaffen müssen. Der Betrag von drei Euro, der im Regelbedarf für Schulbücher vorgesehen ist, reicht hierfür nicht aus.

### Baden-Württemberg
In Baden-Württemberg ist die Lernmittelfreiheit in Artikel 14 Absatz 2 der Landesverfassung geregelt. Danach sind Unterricht und Lernmittel an öffentlichen Schulen unentgeltlich. Die den Schulträgern entstehenden Kosten für die Schulgeld- und Lernmittelfreiheit werden im Rahmen des kommunalen Finanzausgleichs angemessen ausgeglichen. Maßstab sind etwa 90 % der laufenden Schulkosten der kommunalen Träger. Private mittlere und höhere Schulen, deren Einrichtung einem öffentlichen Bedürfnis entspricht, die pädagogisch wertvoll sind und ebenfalls Schulgeld- und Lernmittelfreiheit gewähren, sowie private Volksschulen (also Grund- und Hauptschulen) erhalten einen Ausgleich. Für die Schulen ist der Umfang der Lernmittelfreiheit in der Verordnung des Kultusministeriums über die notwendigen Lernmittel (Lernmittelverordnung – LMVO) geregelt.
Nach der Landesverfassung ist die Lernmittelfreiheit stufenweise zu verwirklichen. Die Ausgestaltung findet im Schulgesetz (§ 94) und der darauf aufbauenden obigen Lernmittelverordnung ihren Niederschlag. Nach dem Schulgesetz gilt die Lernmittelfreiheit für alle öffentlichen Schulen mit Ausnahme der Fachschulen (Meister- und Technikerschulen). Von der Lernmittelfreiheit sind Gegenstände geringen Werts ausgenommen. Die kommunalen Schulträger, die für die Umsetzung der Lernmittelfreiheit zuständig sind, können hierunter auch Lernmittel subsumieren, die auch für nichtschulische Zwecke verwendet werden können (z. B. Farbkasten; vgl. nachstehendes Urteil). Die Erziehungsberechtigten können Lernmittel selbst beschaffen, wobei hier aber Freiwilligkeit Voraussetzung ist; allerdings üben Schulen hierbei teilweise contra legem faktisch Druck auf Eltern aus, Lernmittel, insbesondere Arbeitshefte – die nach landesrechtlichen Vorgaben nicht zwingend notwendig sind – selbst zu beschaffen. Anstelle der Leihe sind Lernmittel den Schülern ganz zu überlassen, wenn Art und Zweck des Lernmittels die Leihe ausschließen (z. B. Arbeitshefte, in die Einträge vorgenommen werden sollen). Gegenstände, die auch außerhalb des Unterrichts gebräuchlich sind, sind keine Lernmittel. Nach einem Urteil des Verwaltungsgerichtshofs Baden-Württemberg von 2001 darf die Bagatellgrenze des Schulgesetzes nicht zu Lasten der Schüler nach oben verschoben werden.

### Bayern
In Bayern hat die Lehrmittelfreiheit keinen ausdrücklichen Verfassungsrang, es heißt aber immerhin: „Der Unterricht an diesen Schulen (=Volks- und Berufsschulen) ist unentgeltlich.“ (Art. 129 Abs. 2 BV)  Die Lehrmittelfreiheit ist gesetzlich für Schulbücher eingerichtet. Dagegen müssen außer Heften und Schreibzeug auch Übungshefte, Atlanten, Taschenrechner und einiges anderes vom Schüler (bzw. dessen Eltern) gekauft werden. Für die Arbeitsblätter wird jährlich ein Kopiergeld verlangt. Mit Beginn des Schuljahres 2005/2006 wurde für die Bereitstellung von Schulbüchern jedoch – außer von nachweislich besonders bedürftigen Familien – ein so genanntes Büchergeld in Höhe von 20 € an Grundschulen und 40 € an weiterführenden Schulen (also ab der vierten Klasse) erhoben, jedoch nur für höchstens zwei Kinder pro Familie. Vom politischen Gegner und von außerpolitischen Gruppen, die sich mit der Bildung befassen, wurde diese Maßnahme als Abschaffung der Lehrmittelfreiheit kritisiert. Im September 2007 kündigte Günther Beckstein auf der Klausurtagung der CSU-Landtagsfraktion die Abschaffung des Büchergeldes für 2008 an. Auf den öffentlichen Druck hin stellte die Bayerische Staatsregierung nun den Gemeinden für das Unterrichtsjahr 2007/08 die Erhebung des Büchergeldes frei.
Jeder bayerische Schüler erhält während der Schulzeit eine Ausgabe des Grundgesetzes und der Bayerischen Verfassung geschenkt, was ein verfassungsmäßiges Recht darstellt (Art. 188 BV).

### Bremen
Bremen regelt die Lernmittelfreiheit in der Verfassung für die Stadt Bremerhaven sowie der Landesverfassung der Freien Hansestadt Bremen.". Dabei hält Artikel 31 (3) fest, „Lehr- und Lernmittel werden unentgeltlich bereitgestellt“. In der Realität herrscht eine eingeschränkte Lernmittelfreiheit, da Lernmittel wie bspw. Arbeitshefte, Kopien etc. durch die Eltern zu bezahlen sind.

### Niedersachsen
In Niedersachsen wurde die Lernmittelfreiheit 1990 eingeführt und 2004 abgeschafft.

### Nordrhein-Westfalen
Lernmittelfreiheit wird in Nordrhein-Westfalen nach Maßgabe der gesetzlichen Bestimmungen (§ 96 Schulgesetz NRW) sowohl den Schülern der öffentlichen Schulen als auch der privaten Ersatzschulen gewährt. Die Landesverfassung (Art. 9 Abs. 2 Verf NRW) hat dem Gesetzgeber aufgegeben, die Einführung und Durchführung der Lernmittelfreiheit für alle Schulen gesetzlich zu regeln.
Dieser Auftrag wurde zunächst durch das Lernmittelfreiheitsgesetz geregelt, das 2005 in das neue Schulgesetz NRW einbezogen wurde. Lernmittelfreiheit wird dadurch gewährt, dass den Schülern die erforderlichen Lernmittel zum befristeten Gebrauch unentgeltlich überlassen werden. Dabei wird ein Eigenanteil (bis ein Drittel) abgezogen, der bestimmt, inwieweit Lernmittel von den Eltern auf eigene Kosten zu beschaffen sind. Eine Überschreitung des Eigenanteils in geringem Umfang ist zulässig, wenn sie innerhalb einer Schulstufe durch Unterschreitung im vorausgegangenen oder nachfolgendem Schuljahr ausgeglichen wird. Es bleibt unbenommen, Lernmittel auch gebraucht zu erwerben.
Lernmittel sind nach der in § 30 Abs. 1 SchulG enthaltenen Legaldefinition Schulbücher und andere Medien, die dazu bestimmt sind, von den Schülern über einen längeren Zeitraum genutzt zu werden. Sie bedürfen der Zulassung durch das Schulministerium und müssen an der Schule eingeführt sein.
Von Lernmitteln zu unterscheiden sind Gegenstände, die im Unterricht als Gebrauchs- oder Übungsmaterialien verwendet werden. Die Kosten für diese Gegenstände sind von den Eltern als Teil der allgemeinen persönlichen Ausstattung gem. § 41 Abs. 1 Satz 2 SchulG zu übernehmen. Ebenfalls nicht erfasst wird die für den Unterricht erforderliche Ausstattung (wie Schultasche, Sportschuhe, Schreibhefte, Stifte). Diese gehören zur persönlichen Ausstattung der Schülerinnen und Schüler und sind von ihren Eltern selbst zu beschaffen.

## Finnland
Im finnischen Schulsystem, das als eines der besten Europas angesehen wird, herrscht Lernmittelfreiheit bis zur neunten Klasse, also bis zum Ende der obligatorischen Grundschule. Lernmittel in weiterführenden Bildungsanstalten (z. B. Gymnasium oder Berufsschule) müssen selbst finanziert werden, es wird jedoch angeboten, gebrauchte Bücher zu kaufen.
Zu den vom Staat finanzierten Lernmitteln gehören neben sämtlichen Lehr- und Aufgabenbüchern auch Hefte, Stifte, Radiergummis und alles, was noch nötig ist, um uneingeschränkt lernen zu können.

## Österreich
In Österreich gibt es seit 1972 die Schulbuchaktion, die kostenlose Lernmittel zur Verfügung stellt.

## Vereinigte Staaten
Auf Betreiben von Lyndon B. Johnson (US-Präsident von November 1963 bis Januar 1969) verabschiedete der US-Kongress im April 1965 den Elementary and Secondary Education Act. 'Title II' („School Library Resources, Textbooks, and other Instructional Materials“) enthält Paragraphen zur Lernmittelfreiheit.